# Andrew Harris (tenista)
Andrew Harris (* 7. března 1994 Box Hill, Nový Jižní Wales) je australský profesionální tenista. Ve své dosavadní kariéře na okruhu ATP Tour nevyhrál žádný turnaj. Na challengerech ATP a okruhu ITF získal dva tituly ve dvouhře a osm ve čtyřhře.
Na žebříčku ATP byl ve dvouhře nejvýše klasifikován v listopadu 2019 na 159. místě a ve čtyřhře v říjnu 2023 na 84. místě.
V juniorském tenise vyhrál v sezóně 2012 čtyřhry na French Open a ve Wimbledonu, do nichž nastoupil s krajanem Nickem Kyrgiosem. Na juniorském kombinovaném žebříčku ITF nejvýše figuroval v lednu 2012, kdy mu patřilo 6. místo.

## Tenisová kariéra
Na Oklahomské univerzitě hrál za tenisový tým Sooners, který se v letech 2014–2016  probojoval do celostátního finále NCAA. V roce 2015 s univerzitním družstvem ovládl Národní halové mistrovství Meziuniverzitní tenisové asociace (ITA). V roce 2019 prohrál první tři singlová finále na challengerech, když v Čennaí nestačil na Francouze Corentina Mouteta, v Pusanu na Litevce Ričardase Berankise a v Traralgonu na krajana Marca Polmanse. Právě s ním vybojoval během října 2019 první challengerový titul, když společně triumfovali v čínském Ning-pu.
Po třech nezvládnutých kvalifikacích debutoval v hlavní soutěži okruhu ATP Tour únorovým Murray River Open 2021 v Melbourne Parku, který byl do kalendáře zahrnut dodatečně pro pandemii covidu-19. Divokou kartu obdržel do dvouhry a s Polmansem i do čtyřhry. První výhraný zápas získal na úvod singlové soutěže, v níž otočil průběh s Japoncem Tarem Danielem z druhé světové stovky. Poté jej vyřadil devatenáctý hráč žebříčku Grigor Dimitrov. Do prvního čtvrtfinále, semifinále i finále se probojoval ve čtyřhře Los Cabos Open 2023. Ze souboje o titul odešli s Němcem Dominikem Koepferem poraženi od nejvýše nasazených Santiaga Gonzáleze s Édouardem Rogerem-Vasselinem ve dvou setech.
Do grandslamové dvouhry i čtyřhry poprvé zasáhl na divoké karty na Australian Open 2020. V melbournském singlu mu hladkou porážku přivodila světová osmička Matteo Berrettini. V předchozí kariéře skončil v pěti kvalifikacích „turnajů velké čtyřky“. Ve smíšené čtyřhře Australian Open 2024 postoupil s krajankou Jaimee Fourlisovou do semifinále. Ve druhém kole přehráli nejvýše nasazené krajany, deblovou světovou jedničku Storm Hunterovou a čtyřku Matthewa Ebdena. Nezastavili je ani turnajové pětky Siegemundová s Gillém. Do střetnutí o titul je ale nepustili Sie Šu-wej s Janem Zielińskim. Společně odehráli první turnaj.

## Finále na okruhu ATP Tour

### Čtyřhra: 1 (0–1)
| Legenda                   |
| ------------------------- |
| Grand Slam (0)            |
| Turnaj mistrů (0)         |
| ATP Tour Masters 1000 (0) |
| ATP Tour 500 (0)          |
| ATP Tour 250 (0–1)        |

| Stav      | č. | datum         | turnaj            | povrch | spoluhráč       | soupeři ve finále                        | výsledek |
| --------- | -- | ------------- | ----------------- | ------ | --------------- | ---------------------------------------- | -------- |
| Finalista | 1. | 5. srpna 2023 | Los Cabos, Mexiko | tvrdý  | Dominik Koepfer | Santiago González Édouard Roger-Vasselin | 4–6, 5–7 |

## Tituly na challengerech ATP a okruhu ITF
| Legenda                  |
| ------------------------ |
| D – dvouhra; Č – čtyřhra |
| Challengery (0 D; 1 Č)   |
| ITF (2 D; 7 Č)           |

### Dvouhra (2 tituly)
| Č. | datum      | turnaj                   | povrch | poražený finalista | výsledek      |
| -- | ---------- | ------------------------ | ------ | ------------------ | ------------- |
| 1. | říjen 2013 | Mansfield, Spojené státy | tvrdý  | Dennis Nevolo      | 6–4, 7–6(7–5) |
| 2. | říjen 2017 | Toowoomba, Austrálie     | tvrdý  | Jason Kubler       | 6–4, 6–0      |

### Čtyřhra (8 titulů)
| Č. | datum         | turnaj                     | povrch    | spoluhráč          | poražení finalisté                   | výsledek                   |
| -- | ------------- | -------------------------- | --------- | ------------------ | ------------------------------------ | -------------------------- |
| 1. | říjen 2019    | Ning-po, Čína              | tvrdý     | Marc Polmans       | Alex Bolt Matt Reid                  | 6–0, 6–1                   |
| 2. | květen 2022   | Praha, Česko               | antuka    | Daniel Cukierman   | Filip Duda Peter Heller              | 6–0, 6–3                   |
| 3. | květen 2022   | Little Rock, Spojené státy | tvrdý     | Christian Harrison | Robert Galloway Max Schnur           | 6–3, 6–4                   |
| 4. | červenec 2022 | Rome, Spojené státy        | tvrdý (h) | Enzo Couacaud      | Ruben Gonzales Reese Stalder         | 6–4, 6–2                   |
| 5. | listopad 2022 | Macujama, Japonsko         | tvrdý     | John-Patrick Smith | Tošihide Macui Kaitó Uesugi          | 6–3, 4–6, [10–8]           |
| 6. | únor 2023     | Tenerife, Španělsko        | tvrdý     | Christian Harrison | Luke Johnson Sem Verbeek             | 7–6(8–6), 6–7(4–7), [10–8] |
| 7. | červen 2023   | Tyler, Spojené státy       | tvrdý     | Alex Bolt          | Evan King Reese Stalder              | 6–1, 6–4                   |
| 8. | září 2023     | Cary, Spojené státy        | tvrdý     | Rinky Hijikata     | William Blumberg Luis David Martinez | 6–4, 3–6, [10–6]           |

## Finále na juniorském Grand Slamu

### Čtyřhra juniorů: 2 (1–1)
| Stav  | rok  | turnaj      | povrch | spoluhráč    | soupeři ve finále              | výsledek       |
| ----- | ---- | ----------- | ------ | ------------ | ------------------------------ | -------------- |
| Vítěz | 2012 | French Open | antuka | Nick Kyrgios | Adam Pavlásek Václav Šafránek  | 6–4, 2–6, 10–7 |
| Vítěz | 2012 | Wimbledon   | tráva  | Nick Kyrgios | Matteo Donati Pietro Licciardi | 6–2, 6–4       |